# Yoshi's Story
Yoshi's Story es un videojuego de plataformas para la Nintendo 64 secuela del famoso juego para Super Nintendo, Super Mario World 2: Yoshi's Island. 
Se lanzó por primera vez en Japón en diciembre de 1997 y en todo el mundo el año siguiente. Fue relanzado en el servicio de Consola Virtual de Wii a finales de 2007,para la Consola Virtual de Wii U a principios de 2016 y en Nintendo Switch Online en octubre de 2021.
Originalmente se llamaba Yoshi's Island 64, en analogía a Super Mario 64, aunque fue renombrado a Yoshi's Story en agosto de 1997. A la vez, se aumentó el tamaño del cartucho de 96 a 128 megabits. 
El plataformas fue desarrollado por el equipo de Yoshi's Island y dirigido por Hideki Konno y producido por Takashi Tezuka. Este fue el primer título desarrollado por EAD que no fue producido por Shigeru Miyamoto. 
Fue de los primeros juegos en ser compatible con Rumble Pak y, como muchos de los juegos protagonizados por Yoshi, el juego era un plataformas 2D. Los gráficos estaban basados en digitalizaciones 2D de modelos 3D (método similar al empleado en el juego Donkey Kong Country), algo que en entrevistas y avances fue denominado como 2,5D (en referencia a que a pesar de tratarse de un juego en 2D parecía un juego 3D). Además, los gráficos simulaban el aspecto de tela y otros materiales, lo que además otorgaba un look único al juego.

## Historia
Bebé Bowser realiza un encantamiento sobre la isla de Yoshi convirtiéndola en un libro de historias. Además, el Super Happy Tree (el Árbol de la Súper Felicidad en español), el elixir de la vida para los Yoshis, ha sido robado. Para fortuna de los Yoshis, seis huevos sobrevivieron y se abrieron. Los Bebés Yoshis se despiertan confusos ya que la isla debería ser súper feliz en vez de triste. Pensaron que si todos ellos fueran súper felices, entonces frustrarían los planes de Bebé Bowser, salvando la isla y el Super Happy Tree.
La aventura de los Yoshis consiste en cruzar seis diferentes páginas con cuatro niveles. Los jugadores deben desbloquear los niveles coleccionando antes los corazones en las páginas (La página uno tiene cuatro niveles desbloqueados desde el principio). Coleccionar un corazón permite desbloquear la segunda fase, dos corazones permiten desbloquear la tercera y tres corazones permiten desbloquear la cuarta. Esto hace que el camino de la historia sea una ramificación de clases.

## Modos de juego
El objetivo principal en cada uno de los niveles es que Yoshi coma las 30 piezas de frutas repartidas en cada fase mientras evita a los enemigos y a los obstáculos. La salud de Yoshi es representada por pétalos de una flor. Comer fruta le da pétalos pero cada vez que le dañan pierde pétalos. Al principio de cada fase se elige al azar una fruta de la suerte. Una fruta de la suerte, cuando se come, da a Yoshi más salud que otra fruta. Además, si Yoshi come una fruta que es del mismo color que el propio Yoshi, ésta recupera 3 pétalos de su salud. Comer melones también le da más pétalos de vida que la fruta normal pero no tanto como una fruta de la suerte. 
Durante el juego, Yoshi será ayudado por Poochy, quien puede oler los melones u otros objetos del mismo valor escondidos en el escenario. La mayoría de los enemigos del juegos son los Shy Guys, siendo la mayoría de ellos digeridos o noqueados. Los Shy Guys se pueden ver en diferentes formas: andando por la tierra, volando con un aparato e incluso subidos a unos zancos. 
Además de los seis colores básicos, existen dos huevos, negro y blanco, ocultos que pueden ser encontrados aumentando el número de Yoshis seleccionables. El Yoshi color negro se encuentra en la fase 2-1 y el color blanco en la fase 3-2. Los Yoshis negro y blanco son comodines debido a que les gusta más variedad de fruta por lo que pueden conseguir mejores resultados que otros Yoshis. Las habilidades de Yoshi son muy variopintas entre las que se incluye el comer atrapando con su larga lengua, lanzar huevos, saltar o aplastar. Existe también un Yoshi púrpura que es seleccionable cuando se coleccionan todas las monedas de un nivel.
El juego tiene una opción, además del modo historia, llamada Trial Mode donde el jugador puede intentar conseguir la más alta puntuación. Normalmente un buen resultado suele ser de 5000 a 7000 puntos dependiendo del nivel. No comer ninguna fruta excepto los melones aumenta considerablemente la puntuación. En el modo historia, el resultado es más alta (principalmente si utilizas un Yoshi blanco o negro) y un buen jugador puede superar incluso los 40.000 puntos.

## Spin-off
Una demo para Game Boy Advance basado en el juego fue creada para enseñar mejor las capacidades de ésta. A pesar de las expectativas, fue anunciado que sería únicamente una demo tecnológica y no se convertiría en un juego. Sin embargo, el juego se ha visto en un spin-off para la Game Boy Advance llamada Yoshi Topsy-Turvy, en Europa llamado Yoshi's Universal Gravitation, el cual no tiene el mismo sistema de juego pero goza de gráficos similares.

## Sistema De Vidas
El sistema de vidas utilizado en este juego es muy diferente al de la mayoría de los juegos, tanto de Yoshi como de otros títulos. En este juego ya no se utiliza el 1 UP, 2 UP, 3 UP, 4 UP, 5 UP, etc, ni las barras de vida, ni los corazones, sino que cada Yoshi es como una vida. Los colores de los Yoshis son verde, rosa, amarillo, azul, rojo y cian, además de dos colores adicionales (negro y blanco). Como ya se puede leer más atrás en este artículo, la salud se cuenta en pétalos. Una flor roja representa un Yoshi lleno de energía; una flor amarilla un Yoshi Normal; y una flor verde-azulada un Yoshi casi sin energía. Cuando la flor es de color verde-azulada y no tiene ningún pétalo, significa que solo le falta un golpe a Yoshi para morir, Después que un obstáculo o enemigo lo golpea en este estado el Yoshi caerá al suelo, y un grupo de 4 Hechikoopas, llevará a ese Yoshi al castillo de Bowser, ese Yoshi se quedara allí por siempre. Después puedes seguir jugando sin ese Yoshi. Si tenías 5 colores de Yoshi y muere uno, al reintentarlo tendrás 4 colores de Yoshi. Si pierdes a todos tus Yoshis, se acaba el juego. Sin embargo, hay un Shy Guy amigable llamado Shy Guy Blanco escondido en todos los niveles. Si Llevas contigo a este Shy Guy hasta la meta, aparecerá en la pantalla de selección de Jugador; si lo eliges como jugador, en vez de ir al nivel seleccionado, irá directamente al castillo de Bowser, y rescatará al Yoshi que perdiste, pero el Shy Guy desaparecerá después de rescatar a Yoshi.

## Curiosidades
- Las voces de los Bebés Yoshis usadas en este juego (creadas por Kazumi Totaka) se convirtieron en las voces de Yoshi para todos los futuros juegos, salvo Mario Golf, Mario Kart 64, Mario Party, Mario Party 2 y Mario Party 3.

- Es de los primeros juegos en vibrar gracias al Rumble Pak.

- Este juego cuenta con la mítica Totaka's Song que es una pequeña melodía de 19 notas compuesta por Kazumi Totaka, para encontrarla debes entrar al Trial Mode y esperar en la pantalla alrededor de 2 minutos y medio.

## Escenarios
- Inicio: Es el primer mundo y es un bosque, ideal para entrenar.
- Caverna: Es el segundo mundo y es una caverna llena de lava.
- Cumbre: Es el tercer mundo y es una cumbre en el cielo con 4 jefes.
- Jungla: Es el cuarto mundo y es una gran jungla (parecida a Donkey Kong Country).
- Océano: Es un océano con islas y playas. Es el quinto mundo.
- Final: Este mundo lleno de castillos tiene como jefe final por 4 veces el luchar contra Bebé Bowser. Es el sexto y último mundo.